# Expo 2017
De Expo 2017 was een wereldtentoonstelling die gehouden werd in de Kazachse hoofdstad Nur Sultan. De tentoonstelling werd door het Bureau International des Expositions geclassificeerd als gespecialiseerde tentoonstelling. Het onderwerp was in dit geval Toekomstige energie. De Expo liep van 10 juni tot en met 10 september 2017.

## Deelnemende landen
Landen die hun aanwezigheid hebben bevestigd:
| - Armenië - Azerbeidzjan - Bolivia - China - Cuba - Duitsland - Egypte - Frankrijk - Georgië - Hongarije - India - Indonesië - Iran | - Israël - Japan - Jordanië - Kirgizië - Letland - Litouwen - Nederland - Noord-Korea - Oostenrijk - Polen - Roemenië - Rusland - Saoedi-Arabië | - Servië - Senegal - Singapore - Sri Lanka - Tadzjikistan - Tsjechië - Turkije - Turkmenistan - Vietnam - Wit-Rusland - Zuid-Korea - Zwitserland |